# Personnages de Konosuba : Sois béni monde merveilleux !
Cette page contient une liste des personnages du manga Konosuba. Les personnages de cette page sont répartis en fonction des groupes auxquels ils appartiennent.

## Principaux

### Protagoniste

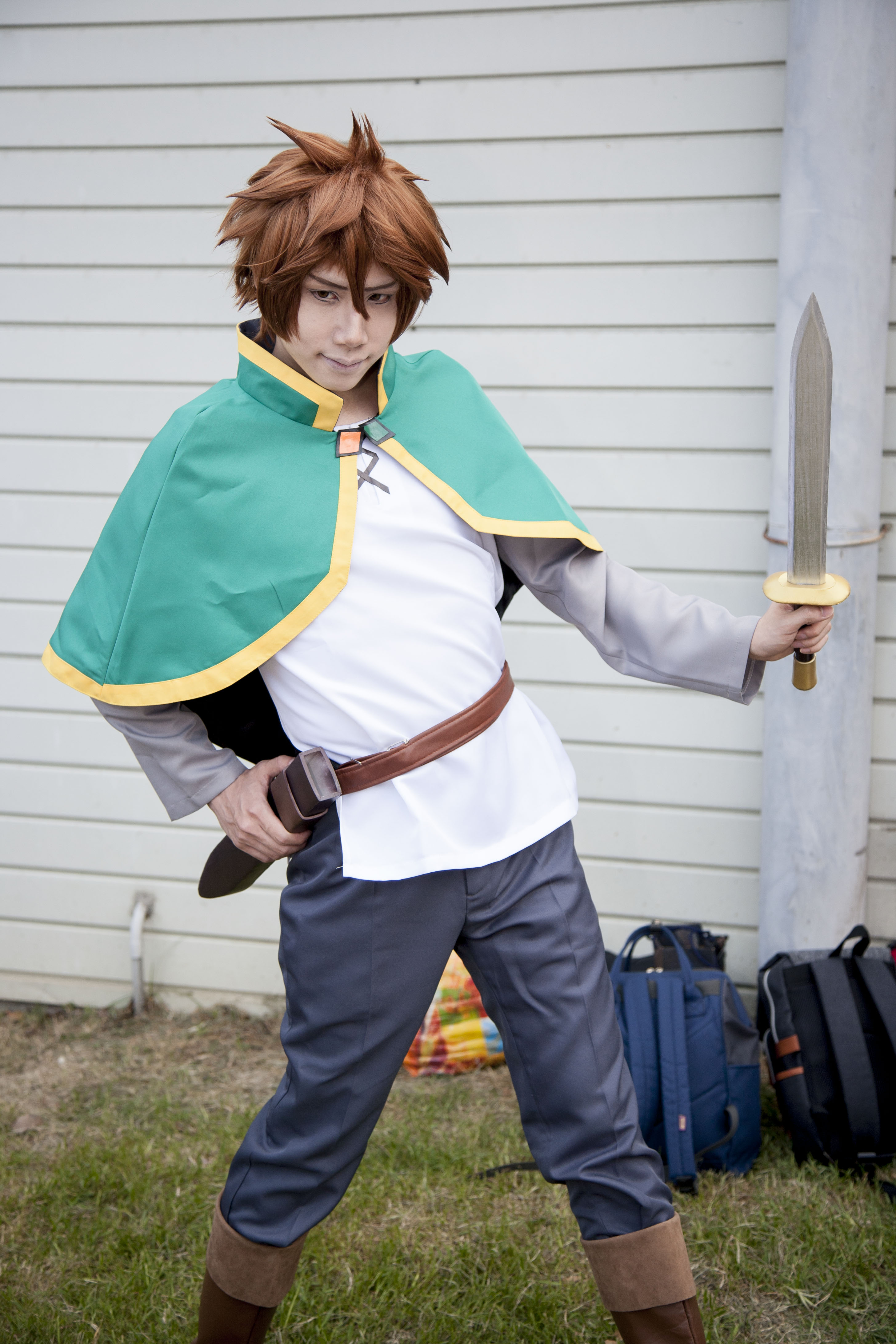
Cosplay de Kazuma Satō.

Kazuma Satō (佐藤和真, Satō Kazuma)
Race : Humain (réincarné)
Classe : aventurier
Fonction : meneur et polyvalent
Caractéristique : hikikomori moyen
Le personnage principal.
Un adolescent japonais de seize ans qui est devenu un hikikomori obsédé des jeux vidéo après avoir eu son cœur brisé par son amie d'enfance au collège. Envoyé dès exaucement d'une requête dans un univers autre à sa mort, des suites d'une réaction aiguë au stress, il força Aqua à venir avec lui après qu'elle l'ait irrité avec son attitude hautaine.
Kazuma est de classe aventurier qui, malgré le fait qu'elle soit la moins bien classée, lui permet d'apprendre diverses compétences des autres mais à un coût supérieur au niveau des points de compétences : avec ce talent, il apprend des compétences variées telles que le vol, le tir à l'arc, la détection de monstres et la magie de base. Ses statistiques étant d'une banalité confondante, seules son intelligence ainsi que sa chance sont supérieures à la moyenne.

#### Groupe de Kazuma

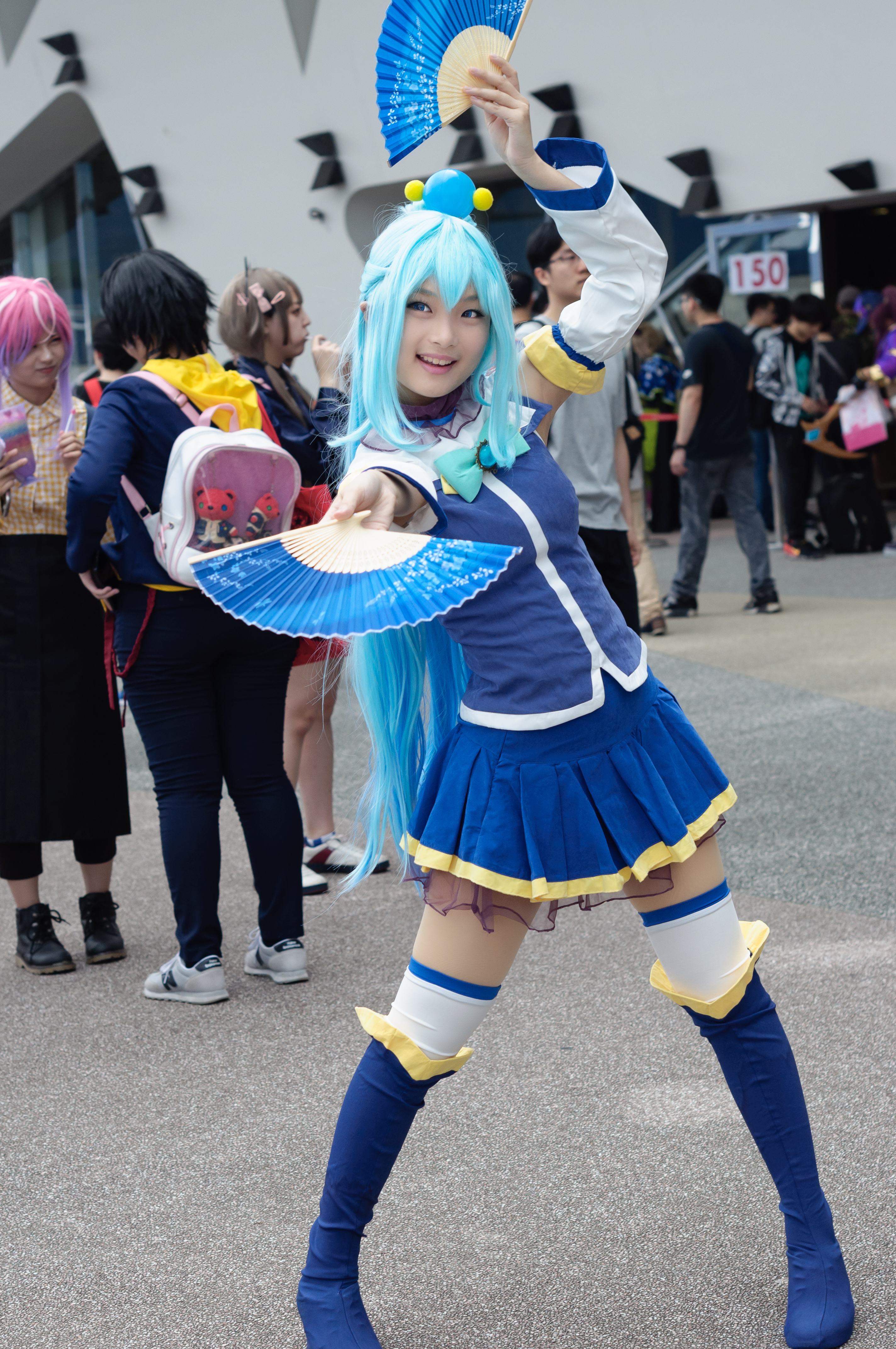
Cosplay de Aqua.

Aqua (アクア, Akua)
Race : Déesse
Classe : divinité de l'eau ; archiprêtre
Fonction : psychopompe ; soigneuse
Caractéristique : divinité relativement inutile
La divinité de l'eau qui jugeait les Humains à envoyer dans un autre monde de type jeu de rôle vidéoludique japonais, jusqu'à ce que Kazuma l'entraîne contre son gré avec lui.
Une fille énergique mais frivole, fauteur de troubles et simple d'esprit qui aime qu'on la vénère pour son statut, en particulier son culte de l'Axe, et devient facilement hystérique.
En qualité d'archiprêtresse de nature divine, sa magie sacrée la rend efficace contre les démons ainsi que les morts-vivants, capable de ressusciter les personnes décédées récemment, ainsi qu'apte à purifier les sources d'eau par simple contact avec son corps. Néanmoins, plutôt que d'apprendre de nouvelles compétences qui seraient utiles à son équipe, elle dépense la plupart de ses points en « Tours de passe-passe » et a la fâcheuse tendance d'empirer les situations (particulièrement, au détriment de Kazuma).

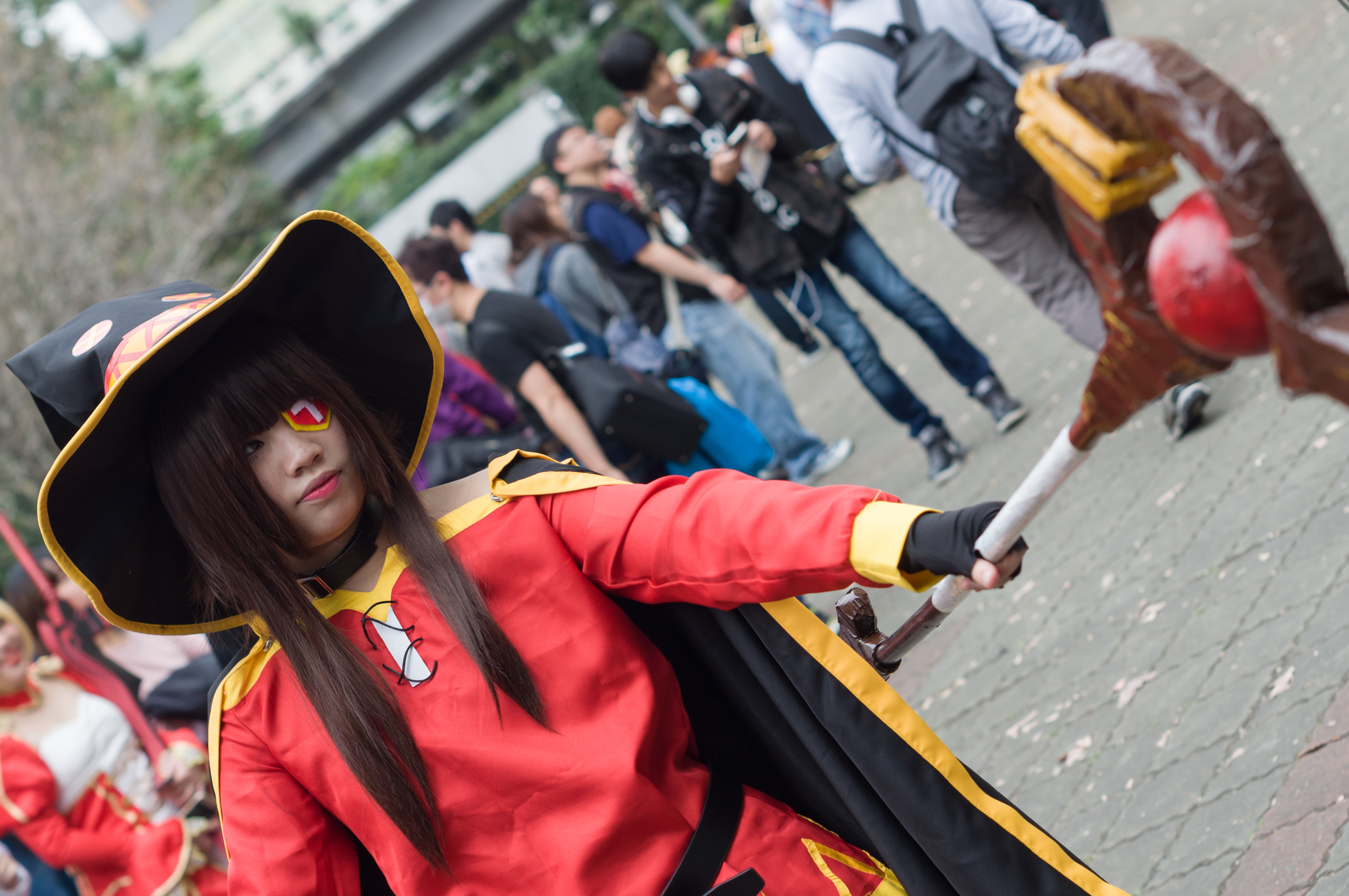
Cosplay de Megumin lançant son sort « Explosion ! »

Megumin (めぐみん)
Race : Humaine (Démon écarlate)
Classe : archimage
Fonction : lanceuse de sorts
Caractéristique : lolita chūnibyō
Une archimage de treize ans du Clan des Démons écarlates, autoproclamée la « plus puissante et illustre mage parmi les Démons écarlates ».
Elle arbore des caractéristiques du chūnibyō (中二病, syndrome de « deuxième année de collège »), sorte de crise d'adolescence à tendance mégalomane poussée.
Megumin ne connaît qu'un seul sort de magie explosive, avec une incantation à rallonge et si incroyablement puissant, qu'il l'immobilise pour le reste de la journée une fois lancé. Fétichiste obsessionnelle des explosions, celle-ci refuse d'apprendre d'autres compétences et consacre ses points à améliorer son unique magie. En raison de la force et des retombées résultantes de cette dernière, elle traîne une réputation de « tarée » et peinait donc à intégrer un groupe qui l'accepterait, jusqu'à sa rencontre avec Kazuma.
Darkness (ダクネス, Dakunesu) (nom d'aventurière) / Lalatina Dustiness Ford (ダスティネス・フォード・ララティーナ, Dasutinesu Fōdo Raratīna) (identité réelle)
Race : Humaine
Classe : croisé
Fonction : encaisseuse de dégâts
Caractéristique : noble masochiste

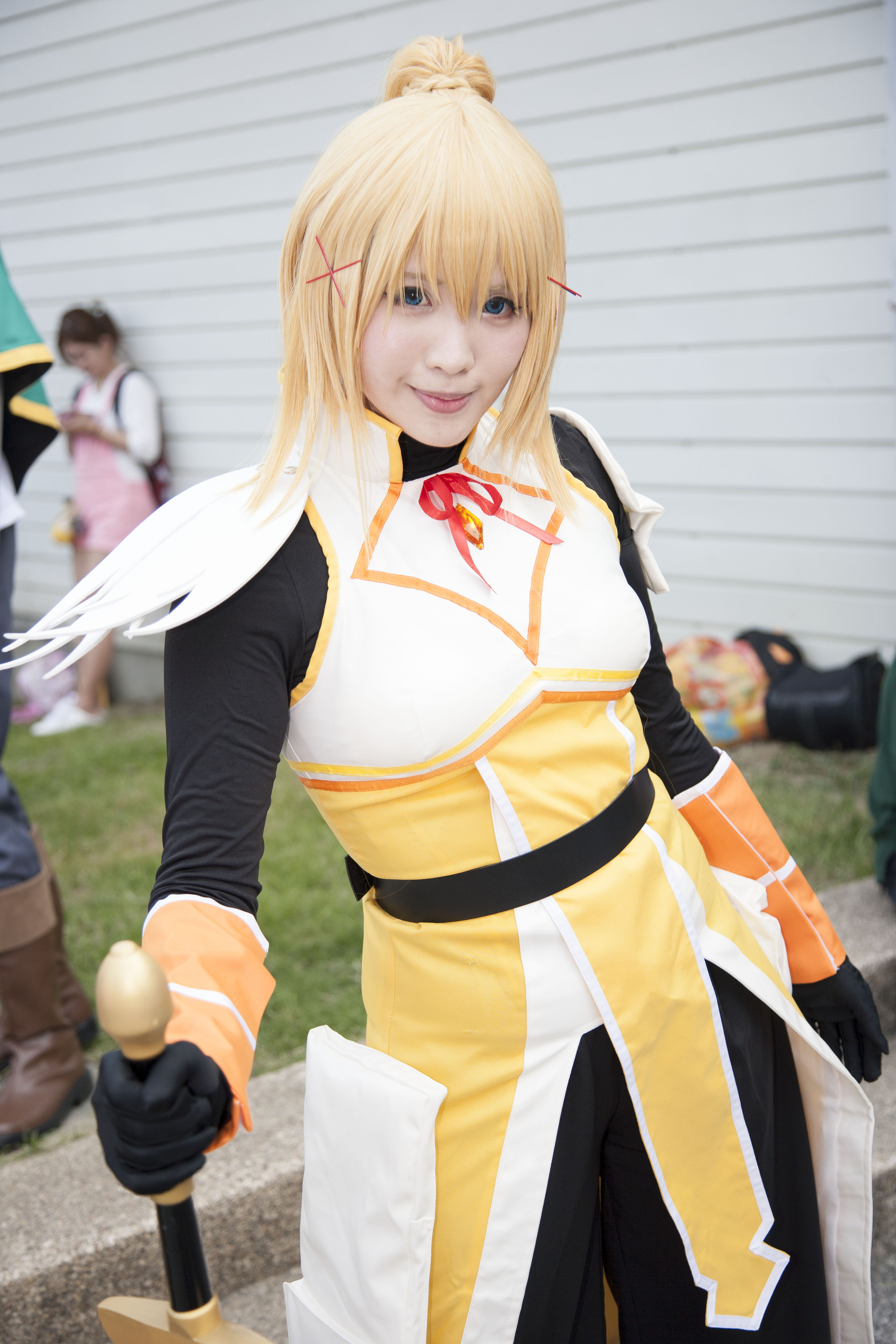
Cosplay de Darkness.

Une croisée du culte d'Eris possédant de puissantes attaque et défense, mais qui manque cruellement de précision pour porter ses coups.
Servant volontiers de bouclier humain pour encaisser les attaques à la place des autres, elle s'avère être une masochiste invétérée qui fantasme à l'idée de se faire ravager par des monstres ou d'épouser un mari indigne ; toutefois, elle peut devenir sérieuse quand il s'agit de problèmes impliquant ses amis.
Il est révélé qu'elle est une noble de la puissante famille des Dustiness, qui gouverne la région, et devenue chevalière contre la volonté de son père.

### Généraux du Roi-Démon
Les dirigeants de l'Armée du Roi-Démon (魔王軍の幹部, maōgun no kanbu), le principal antagoniste de l'histoire, sont au nombre de huit généraux.
Tous doivent être normalement vaincus avant de pouvoir attaquer son château, qui est protégé par la magie.
Verdia (ベルディア, Berudia) (nom courant) / le Chasseur de Héros (勇者殺し, Yūsha-goroshi) (surnom)
Race : Dullahan
Classe : chevalier noir mort-vivant
Fonction : chef des armées du Roi-Démon
Caractéristique : ancien chevalier
Un cavalier sans tête et général du Roi-Démon, commandant des armées de morts-vivants.
Installé à leur insu dans un château abandonné à proximité d'Axel, il devient hostile envers l'équipe de Kazuma après que Megumin ait utilisé quotidiennement et sans y renoncer ledit château comme cible pour entraîner sa magie explosive. Ses faiblesses étant l'eau (plus particulièrement, bénite) et la magie sacrée, il est vaincu par les compétences de purification d'Aqua et la ruse de Kazuma. Il est revu bien après son décès appelant Wiz, aux portes de la mort, à lui depuis l'autre côté du « fleuve des trois chemins ».
Bien qu'il ait conservé de ses jours de chevalerie un certain sens de l'honneur ainsi que de la courtoisie, il a également un côté pervers, ayant eu tendance à guetter régulièrement les passages de Wiz et faire rouler sa tête à ses pieds, à fin de regarder sous sa jupe.
Wiz (ウィズ, Wizu) (nom courant) / la Sorcière de Glace (氷の魔女, Kōri no majo) (surnom)
Race : Liche
Classe : sorcier mort-vivant
Fonction : protectrice magique du Roi-Démon
Caractéristique : ancienne archimage
Une puissante sorcière liche et générale du Roi-Démon, maintenant la barrière magique entourant son château.
Malgré son statut, c'est une femme timide et très gentille qui utilise ses pouvoirs pour aider les civils et guider les esprits perdus vers les cieux, apprenant entre autres à Kazuma une compétence de mort-vivant d'absorption et de transfert d'énergie. Elle fut une célèbre aventurière dans sa vie précédente, tant pour ses exploits que son physique avantageux, et semblait à l'époque d'une personnalité toute autre d'après Hans. Un comique de répétition lui fait souvent frôler la disparition quand elle est à proximité d'Aqua tandis qu'elle use (volontairement ou non) de ses facultés de purification, qui sont mortelles pour la liche, obligeant Kazuma à utiliser en urgence la compétence qu'elle lui a apprise pour drainer à son compte de l'énergie à ses compagnons.
Ayant reçu l'autorisation de faire ce qui lui chanterait, tant qu'elle maintiendrait ladite barrière et n'interfèrerait pas contre le Roi-Démon ou ses confrères (et qu'eux-mêmes ne s'en prendraient pas aux civils, « non-combattants »), elle s'établit à Axel pour ouvrir et diriger un magasin de magie, cependant infructueux (à cause de son sens déplorable des affaires), qui est plus tard géré par Vanir et par lequel elle est traitée comme une simple travailleuse exploitée.
Vanir (バニル, Baniru) (nom courant) / le Démon de la Prévoyance (見通す悪魔, Mitōsu akuma) (surnom) / « Vanir II » (バニルⅡ, Baniru Tsū) (par autodérision à sa seconde vie)
Race : Démon
Classe : démon de la prévoyance ; duc d'enfer
Fonction : chef des armées du Roi-Démon
Caractéristique : archidémon masqué
Un archidémon méphistophélique, général (d'après lui, seulement de nom) du Roi-Démon et commandant des armées infernales.
Envoyé à l'origine par leur chef pour enquêter sur la disparition de Verdia, Vanir réfléchissant aux meilleurs moyens pour devenir le maître de son propre donjon, tombe par hasard sur celui de Keele, déjà vidé précédemment par Kazuma et le cercle de purification d'Aqua, et se l'approprie en créant des poupées kamikaze à son effigie à fin qu'ils le nettoient (ce qui les amènent à en sortir et s'attaquer par défaut à ceux qu'ils croisent) : il espère réaliser son rêve de tromper des aventuriers qui l'auraient vaincu dans un combat en jouant psychologiquement avec eux, les laissant à penser qu'il y aurait des objets de valeur dans un coffre à trésor pour les laisser découvrir finalement un morceau de papier se moquant d'eux. Tandis qu'il possède (relativement) le corps de Darkness avec son masque, qui est son véritable réceptacle, il est tué par le sort explosif de Megumin. Perdant l'une de ses vies supplémentaires et passant pour mort auprès des troupes du Roi-Démon, il se crée un nouveau corps et déserte son poste, réapparaissant à Axel en commençant à travailler chez Wiz.
Il est un proche ami de cette dernière, dont il finit par prendre la direction de la boutique de magie (qui fonctionnait à perte à cause de sa gestion catastrophique). En ce but, il établit plus tard un partenariat commercial très lucratif avec Kazuma. Par son antagonisme naturel (entre démons et divinités) avec Aqua, il garde rancune envers elle qui tente régulièrement de le purifier, et se provoquent mutuellement l'un et l'autre.
Démon de la prévoyance et l'un des ducs de l'enfer, il n'est en réalité constitué que du masque qu'il porte sur un corps de substitution en argile remplaçable à volonté. Possédant plusieurs vies (l'actuelle étant indiquée en chiffre romain sur son masque) lui permettant ainsi de revenir de sa propre mort, il a une personnalité autant malicieuse que suave, se nourrit de la noirceur humaine et a, en ce sens, les facultés de lire les pensées des autres (surtout les plus sombres, inavouables et embarrassantes) ainsi que de posséder le corps de quelqu'un en lui faisant porter son masque. Toutefois, l'efficacité de ses compétences est relative selon l'individu, par exemple :
- ceux aussi puissants que lui, comme les autres généraux du Roi-Démon et ducs infernaux ;
- ceux naturellement antagonistes, comme Aqua et les autres divinités ;
- ceux à l'esprit ordinairement fort ou déjà fortement vicié, comme Darkness ;
- mais encore, ceux un peu plus faibles que lui comme Yunyun, ont leurs lectures obscurcies et incomplètes.

Une exception à la règle semble être Kazuma, dont la nature rusée le rend difficile à lire. Il a aussi de très puissantes compétences de combat, qu'il refuse cependant d'utiliser sur des Humains.
Hans (ハンス, Hansu) (nom courant) / le Gluant au Poison mortel (デッドリーポイズンスライム, Deddorī Poizun Suraimu) (surnom) / « Chappy » (チャッピー, Chappī) (surnom)
Race : Gluant mutant
Classe : monstre empoisonneur
Fonction : chef des armées du Roi-Démon
Caractéristique : polymorphe et toxique
Un gluant mutant, général du Roi-Démon et empoisonneur de masse.
Se faisant d'abord passer pour un type ordinaire (mais semblant perdre progressivement la raison) croisé par le groupe de Kazuma durant leur voyage de plaisance à la ville balnéaire d'Alcanretia, où il s'est infiltré, il est reconnu par Wiz comme une vieille connaissance (d'avant qu'elle ne devienne une liche), tandis qu'il est surpris en train d'empoisonner la source d'eau originelle de la ville, en premier lieu pour se venger du traumatisme causé par le harcèlement prosélyte et fanatique incessant qu'il a subi (comme les amis d'Aqua) des fidèles du culte de l'Axe, qui y sont également basés et majoritaires : découvert, il affronte l'équipe ainsi que sa consœur mais est finalement vaincu avec le concours de la liche, puis achevé par la purification de la déesse de l'eau.
Il est d'une espèce intelligente et singulière de gluant, mortel et venimeux possédant la capacité de dévorer n'importe quoi, de prendre l'apparence de ceux qu'il a absorbés et, sous sa vraie forme, un monstrueux et dangereux corps constitué du poison qu'il a utilisé pour tenter de détruire les sources chaudes, principales sources de revenus pour les habitants d'Alcanretia, dont ceux du culte de l'Axe.
Sylvia (シルビア, Shirubia) (nom courant) / la Chimère croissante (成長キメラ, Seichō Kimera) (surnom)
Race : Chimère en croissance
Classe : voleur ; chercheur
Fonction : chef des recherches du Roi-Démon
Caractéristique : intersexué
Une chimère encore en développement, général du Roi-Démon proche de ses troupes de gobelins, et directeur de sa Division d'Amélioration de Monstres.
Il attaque le village natal de Megumin ainsi que son clan, qu'il méprise en raison de leur utilisation fréquente de la magie (film d'animation sous-titré Kurenai densetsu). S'appropriant le Tueur de mage, un ancien artéfact magique lançant un sort d'anti-magie, pour rendre inoffensif le gros des Démons écarlates, il est toutefois transpercé de part en part par un tir de sa contre-arme, le Canon électrique, grâce aux efforts combinés de Yunyun, Megumin, Kazuma, et Komekko (qui est, techniquement, celle qui l'abat) : cependant, se refusant de toutes ses forces à rejoindre Verdia et Hans, il revient d'entre les morts en les absorbant, se muant ainsi en un mélange chimérique et monstrueux des trois. Leurs anciens alliés Wiz et Vanir, qui ironiquement se rendaient aussi de leur côté au village des Démons écarlates et y ont leurs intérêts, aident l'équipe de Kazuma (qui se sacrifie une nouvelle fois, en jouant sur l'amour qu'il suscite à Sylvia pour le pousser à l'absorber à son tour et l'influencer) à vaincre pour de bon avec un sort conjoint de Megumin et Yunyun.
Il assume une forte rage de vivre ainsi qu'une détestation pour les jolies filles, ayant son penchant pour les hommes. Visiblement en manque d'amour dans son existence, au cours de leurs affrontements il développe progressivement des sentiments si forts pour Kazuma, qu'il lui pardonne dans leur dernier instant de s'être joué de lui pour provoquer sa perte.
Il a la capacité de modifier son propre corps : de sexe indéfini, bien qu'il ait pris l'apparence physique d'une femme il conserve des parties génitales masculines.
Wolbach (ウォルバク, Worubaku)
Déesse malfaisante de la violence et de la paresse, elle est vénérée par les subordonnés du Roi-Démon. Elle a utilisé ses vastes réserves de mana pour lancer la magie d'explosion sur le fort puis se téléporter en toute sécurité. Elle était également celle qui a enseigné le sort d'explosion à Megumin. Avant le début de l'histoire principale de Konosuba, elle a été divisée en deux entités, l'une d'entre elles est humanoïde et l'autre est Chomusuke, le chat de Megumin. Dans la série dérivée Bakuen, il est révélé que Wolbach avait sauvé une jeune Megumin de son alter-ego en utilisant la magie d'explosion, ce qui a inspiré la Démone écarlate à apprendre le sortilège.

## Personnages secondaires
Des personnages gravitant autour des membres du groupe de Kazuma.

### Divinités secondaires
Les homologues d'Aqua.
Eris (エリス, Erisu)
Race : Déesse
Classe : divinité de la bonne fortune
Fonction : psychopompe suppléante
Caractéristique : divinité très populaire
Une déesse du monde jeu de rôle, celle de la bonne fortune, que Kazuma rencontre à sa première mort après réincarnation dans ledit monde, tandis qu'il venait de se faire tuer par le Shogun de l'Hiver au cours d'une quête avant d'être ressuscité par Aqua, et qui est suppléante de son aînée durant son absence. Elle est notamment la déesse tutélaire de Darkness, qui est membre de son culte. Elle est revue ponctuellement pour un comique de répétition, Kazuma ayant tendance au gré de ses aventures à fréquemment mourir (et souvent, comme pour sa première fois, de manière stupide ou dans des circonstances absurdes) puis être ressuscité.
Bien plus douce, aimable et compatissante que sa consœur, elle est toutefois sujette à l'ire de cette dernière (et, par conséquent, des fidèles du culte de l'Axe de celle-ci, qui méprisent ouvertement les siens), car Aqua est jalouse d'elle pour la popularité ainsi que la grande vénération dont elle jouit dans ce monde (au point d'avoir donné son nom à une monnaie) alors qu'elle est sa cadette, l'embarrassant régulièrement en ce sens sur sa poitrine rembourrée. Depuis qu'ils ont pu discuter brièvement durant sa seconde mort post-réincarnation, Kazuma a le béguin pour elle.
Avouant à ce dernier qu'il lui arrive de descendre secrètement dans leur monde pour se distraire, il est plus tard révélé que son avatar est Chris.

### Aventuriers secondaires
La plupart d'entre eux sont, comme l'équipe de Kazuma, membres de la guilde des aventuriers de la ville pour débutants d'Axel.
Chris (クリス, Kurisu)
Race : Humaine
Classe : voleur
Fonction : aventurière
Caractéristique : avatar d'Eris
Une voleuse d'environ quinze ans au sein de la guilde, et amie de Darkness, qui a enseigné à Kazuma sa compétence de vol.
Elle est l'incarnation en ce monde de la déesse Eris et, contrairement à la nature docile de cette dernière, possède une personnalité plus énergique.
Dans le sixième volume, elle cible les maisons de noblesse pour voler des reliques saintes et est surnommée le « Voleur Chevaleresque ».
Yunyun (ゆんゆん, Yun'yun)
Race : Humaine (Démon écarlate)
Classe : archimage
Fonction : fille de chef
Caractéristique : prodige et Démon écarlate non chūnibyō
Ancienne condisciple de Megumin et fille du chef des Démons écarlates, la « plus célèbre et meilleure mage de tous les Démons écarlates » autoproclamée.
Sa personnalité normale (par rapport aux autres Humains) ainsi que son anxiété sociale l'éloignent de ses pairs chūnibyō, et l'empêchent de se faire des amis, sa vie affective étant un désert de solitude. Archimage hautement qualifiée, elle utilise sa rivalité autoproclamée avec Megumin comme excuse pour créer une amitié avec elle.
Elle est l'un des principaux protagonistes des romans dérivés.
Kyōya Mitsurugi (御剣 響夜, Mitsurugi Kyōya)
Race : Humain (réincarné)
Classe : épéiste
Fonction : aventurier et meneur
Caractéristique : chevalier blanc
Un autre Humain qui fut, comme Kazuma, envoyé dans ce monde par Aqua.
Héros crédule motivé à impressionner cette dernière, qu'il idéalise (sans connaître sa véritable personnalité), il a reçu une épée maudite connue sous le nom de Gram comme objet de départ, mais la perd à la suite d'un quiproquo dans un combat contre Kazuma, qui utilise sa technique de vol pour la lui subtiliser et la revendre plus tard afin d'augmenter ses revenus, le contraignant à partir à sa recherche.
Meneur de son propre groupe, Kyōya est accompagné de deux filles respectivement manieuses de lance et de poignard. Lorsque le bruit des cambriolages du « Voleur Chevaleresque » (Chris) se propage, Kyōya est convoqué à la capitale pour servir de garde.
Dust (ダスト, Dasuto)
Race : Humain
Classe : lancier
Fonction : aventurier et meneur
Caractéristique : irrécupérable
Dust est un délinquant local d'Axel et un ami aventurier de Kazuma, souvent vu ivre à la taverne de la guilde ou arrêté pour des crimes mineurs.
C'est un manieur de lance qui voyage avec son propre groupe composé de trois membres supplémentaires : Taylor, un bretteur ; Rin, une magicienne ; et Keith, un archer.
Dans le deuxième volume, Dust et Kazuma échangent de groupe pour une journée : alors que Kazuma et le groupe de Dust réussissent leur quête, l'équipe de ce dernier avec le groupe de Kazuma finit en catastrophe.

### Royaume de Belzerg
Une grande partie de l'histoire a lieu dans le Royaume de Belzerg (ベルゼルグ王国, Beruzerugu ōkoku), en particulier dans la ville pour débutants d'Axel (アクセルの街, Akuseru no machi) où se trouvent la plupart des nouveaux aventuriers.
L'un des points forts d'Axel est sa guilde des aventuriers (冒険者ギルド, Boukensha Girudo), dans laquelle ces derniers peuvent s'inscrire pour trouver des emplois et des quêtes, ou fêter leurs aventures et se sustenter grâce à sa taverne personnelle.
Également intégrée au royaume, la Cité des Eaux d'Alcanretia (水の都アルカンレティア, Mizu no miyako Arukanretia) est connue pour ses sources chaudes et une population civile très majoritairement consacrée au culte de l'Axe (アクシズ教団, Akushizu kyōdan), celui de la déesse de l'eau Aqua.

### Fonctionnariat de Belzerg
Luna (ルナ, Runa)
Luna est la réceptionniste et principale hôtesse de la guilde des aventuriers d'Axel.
Elle travaille au guichet, aidant les aventuriers à s'inscrire et fournissant des quêtes.
En dépit de son apparence séduisante et de sa grosse poitrine, elle n'a pas de relations romantiques en raison de son travail qui lui prend tout son temps, lui causant du chagrin.
Sena (セナ)
Sena est la procureure spéciale de la capitale chargée des crimes graves, tels que la trahison et la conspiration avec l'armée du Roi-Démon.
Elle a donc été envoyée pour arrêter Kazuma et enquêter sur lui, lorsque le noyau aléatoirement téléporté du Destructeur a fait sauter le manoir d'Alderp, l'aristocrate local.

### Noblesse de Belzerg
Alderp Alexei Barnes (アレクセイ・バーネス・アルダープ, Arekusei Bānesu Arudāpu)
Le seigneur d'Axel dont le manoir a été détruit par la décision de Kazuma de téléporter au hasard le noyau du Destructeur, une gigantesque forteresse mobile dont l'autodestruction menaçait la ville des débutants.
Abusant de sa position, il tente ensuite de manipuler le procès de Kazuma pour le faire condamner à mort, mais est entravé par l'intervention de la fille — elle aussi noble — de la famille Dustiness, Lalatina Dustiness Ford (Darkness).
Son domaine passe plus tard sous le contrôle du groupe de Kazuma, après une vague de vols frappant la noblesse de la nation.
Walther Alexei Barnes (アレクセイ・バーネス・バルター, Arekusei Bānesu Barutā)
Le fils d'Alderps.
Chevalier aimable, courtois et admirable du royaume qui était promis à Lalatina selon l'arrangement entre leurs pères respectifs, au dégoût de Darkness pour qui les penchants en matière d'hommes sont à l'extrême opposé de lui.
Lorsque cette dernière invente l'histoire qu'elle ne peut l'épouser puisqu'elle porterait l'enfant de Kazuma, il décide (par crédulité ou en jouant le jeu) de prétendre à son père qu'il a refusé la rencontre.
Ignis Dustiness Ford (ダスティネス・フォード・イグニス, Dasutinesu Fōdo Igunis)
Voix japonaise : Kazuhiko Inoue, voix française : Marc Brétonnière
Un éminent seigneur du royaume et le père de Darkness.
Il désapprouve le style de vie d'aventurière de sa fille et tente vainement de lui organiser des mariages arrangés.
Après la disparition d'Alderp, Ignis devient le seigneur d'Axel.

#### Royauté de Belzerg
Iris (アイリス, Airisu) (nom courant) / Iris Belzerg Stylish Sword (ベルゼルグ・スタイリッシュ・ソード・アイリス, Beruzerugu Sutairisshu Sōdo Airisu) (nom complet)
Iris est la princesse de Belzerg.
Curieuse d'histoires d'aventures, elle développe une relation étroite avec Kazuma, qu'elle traite comme son frère aîné.
Malgré son âge, elle est douée avec les épées et porte une lame divine appelée Calibur.

### Clan des Démons écarlates
Le Clan des Démons écarlates (紅魔族, kō mazoku) est le peuple d'archimages auquel Megumin appartient.
Ce sont des Humains très puissants (à l'origine, des armes génétiquement modifiées par le même transfuge réincarné qui a créé le Destructeur, la forteresse mobile) et antagonistes au Roi-Démon dont les spécificités les plus reconnaissables sont leur phénotype (traits et peau d'inspiration est-asiatique, cheveux sombres et yeux rouges), leur affinité avec la magie, ainsi que leur habitude typiquement culturelle de prendre des poses et effectuer des mouvements spéciaux (comme des héros de Super sentai) lorsqu'ils se présentent ou se battent, mais aussi une onomastique généralement jugée bizarre par les étrangers. Ils possèdent également tous une marque (un identifiant numéroté) sur le corps.
Vivant en clan dans un village reculé et prospère, ils partagent sur plusieurs aspects des similarités culturelles (traditionnelles comme contemporaines) avec les Japonais. Tous plus ou moins excentriques, énergiques et d'une arrogance ringarde par nature, le phénomène ressemblant au chūnibyō chez Megumin semble être, en vérité, une mentalité partagée et commune à ses semblables, Yunyun étant visiblement l'exception à la règle à cause de son anxiété sociale.
Dans l'adaptation animée de l’œuvre, ils sont introduits à l'intrigue par le film d'animation sous-titré Kurenai densetsu.

### Famille de Megumin
La famille de Megumin est tellement « modeste », qu'elle vit en réalité dans la précarité.
Komekko (こめっこ)
La cadette énergique de Megumin, « plus adorable petite sœur de tous les Démons écarlates » autoproclamée.
D'abord introduite fugacement dans l'histoire à travers les souvenirs de sa sœur aînée, qu'elle semblait fréquemment accompagner, elle vit toujours avec leurs parents dans leur village natal.
Hyoizaburō (ひょいざぶろー)
Le père poule de Megumin.
Il est artisan d'objets magiques et trouve ses filles tellement adorables, qu'avoir à les gérer toutes les deux ne le dérange pas réellement.
Soucieux avec sa femme de leur avenir et à la suite de malentendus concernant Kazuma, le pensant riche ils n'hésitent pas à l'envisager comme futur gendre et à l'encourager (malgré une première impression négative).
Yuiyui (ゆいゆい)
La mère affable de Megumin.
Elle quitte de temps en temps la maison pour aller dans une autre ville vendre des outils magiques fabriqués par son mari.
Elle cache une personnalité très calculatrice et effrayante sous ses airs doux et maternels.

### Famille de Yunyun
La famille dirigeante du village, dont Yuyun est destinée à succéder en tant que futur chef.
Chef (族長, Zokuchō) (originellement) / Hiropon (ひろぽん) (à partir du film d'animation)
Le père de Yunyun, chef de clan de leur village ainsi que « meneur des Démons écarlates ».
À l'origine non nommé dans le support original, son véritable nom est révélé depuis le film d'animation sous-titré Kurenai densetsu.

### Prison rouge
La Prison rouge (レッドプリズン, Reddo Purizun) est l'académie — de magie par défaut — du village des Démons écarlates, fréquentée comme tous les autres en leur temps par Megumin et Yuyun avant leur introduction dans l'histoire.
Arue (あるえ)
Une ancienne condisciple de même génération que Yunyun et Megumin, la mieux notée de leur promotion, arborant le même cache-œil que cette dernière.
Elle travaille quotidiennement pour devenir écrivaine et se décrit — à raison — comme étant la « plus physiquement développée des Démons écarlates ».
Funifura (ふにふら) / « Brocon » (ブラコン, Burakon, wasei-eigo pour « Brother complex (ja) ») (surnom)
Une ancienne condisciple de même génération de Megumin et Yunyun souvent vue avec Dodonko.
Toutes deux culpabilisent d'avoir manipulé Yunyun à l'école en se faisant passer pour des amies auprès d'elle, afin de lui extorquer de l'argent.
Funifura a un frère cadet avec un grand écart d'âge, et l'aime tellement qu'elle est surnommée « Brocon » (du « Brother complex (ja) », désignant un attachement fusionnel, obsessionnel ou tendancieux pour son frère).
Dodonko (どどんこ)
Une ancienne condisciple de même génération de Megumin et Yunyun souvent vue avec Funifura.
Toutes deux culpabilisent d'avoir manipulé Yunyun à l'école en se faisant passer pour des amies auprès d'elle, afin de lui extorquer de l'argent.
Bukkororii (ぶっころりー)
Fils du cordonnier attitré des Démons écarlates et voisin de la même tranche d'âge que Megumin, ils ont grandi ensemble et se considèrent comme frère et sœur.
Son but est de devenir le « meilleur cordonnier des Démons écarlates ».
Nerimaki (ねりまき)
Une ancienne condisciple aux longs cheveux noirs de Megumin et Yunyun (dont elle s'est persuadée qu'elles formeront un couple), la seconde mieux notée de leur promotion à la suite d'Arue.
Sa famille dirige l'unique bar du village, le Succubus Lingerie Pub (サキュバスランジェリーパブ, Sakyubasu Ranjerī Pabu) dans lequel elle travaille parfois, et son père est présenté comme le « meilleur vendeur d'alcool des Démons écarlates ».
Son ambition personnelle est de devenir elle-même une tavernière propriétaire de son propre bistrot.
Pucchin (ひろぽん)
Enseignant à la Prison rouge.
Il s'autoproclame comme le « professeur le plus célèbre parmi les Démons écarlates » et aspire à devenir un jour le directeur de l'académie.

### Autres Démons écarlates
Soketto (そけっと)
Une diseuse de bonne aventure qui est reconnue comme la « plus belle fille des Démons écarlates ».
D'une agréable personnalité, elle aime s'entraîner ou se promener dans les montagnes avoisinant le village.
Chekera (ちぇけら)
Le propriétaire de l'autoproclamé « meilleur magasin de vêtements du village des Démons écarlates » (en vérité, le seul magasin du village).
Les capes caractéristiquement portées par tous les Démons écarlates, sont fabriquées et entretenues chez lui.
Il utilise une espèce de canon électrique en forme de fusil en guise de corde à linge.
Chakamiya (ちゃかみや)
Le propriétaire de la « boulangerie la plus populaire parmi les Démons écarlates », selon lui.
Il se revendique également « Maître de la levure ».

## Exclusifs au film d'animation
Shikobei (しこべい)
Voix japonaise : Rikuya Yasuda (ja), voix française : Arnaud Laurent
Présenté comme le « plus illustre pêcheur des Démons écarlates ».
Il prétend être celui qui, un jour, capturera un kraken.

## Exclusifs à l'adaptation animée
« Voyou » (荒くれ者, Arakuremono) / Potiomkin IV (ポチョムキン4世, Pochomukin yonsei) (identité réelle)
Race : Humain
Classe : indéterminé
Fonction : aventurier (incertain) ; tisserand
Caractéristique : allure archétypale d'antagoniste
La première personne avec qui Kazuma parle en arrivant avec Aqua pour s'inscrire dans la guilde d'Axel, au début de l'histoire.
Un personnage non nommé à l'apparence stéréotypée de vaurien (rappelant un archétype d'ennemi secondaire semblant tout droit sorti d'une fiction de la fin du XXe siècle, type Ken le Survivant) qui habite à Axel et a une fonction essentiellement comique dans l'histoire : il apparaît souvent comme une blague récurrente, à la guilde ou pendant les points importants de l'intrigue afin de souligner ou valider, par son observation tierce, taciturne et à l'écart des autres, la progression du personnage principal avec qui il semble étrangement partager un lien très spécial. De plus, du fait que presque rien de personnel le concernant n'est connu, son statut d'aventurier qui n'a en vérité jamais été confirmé dans les faits, est seulement présupposé par les apparences, son idiosyncrasie ainsi que le fait qu'il n'est vu que gravitant autour de la guilde et de ses membres.
Il est plus tard révélé que son nom est « Potiomkin IV », et qu'il est simple tisserand de métier.
Il est également mentionné dans le premier volume du roman dérivé centré sur Dust.
Lan (ラン, Ran)
Race : Humaine
Classe : aventurier
Fonction : aventurière
Caractéristique : cheveux napolitains
Une aventurière nouvellement arrivée à Axel qui se présente au bar de la guilde à Kazuma comme étant une débutante admiratrice de lui (OAV de la seconde saison). S'enorgueillissant d'une telle situation et souhaitant donc impressionner sa « première admiratrice », ce dernier après leurs échanges accepte (un peu trop aisément) les quêtes spontanément proposées par Luna.
Il découvre finalement, et à sa plus grande honte, qu'elle était recrutée (de mauvaise volonté) pour lui jouer cette comédie sur instruction de l'hôtesse, qui avait selon elle reçu des ordres des haut placés de la guilde pour gérer son groupe d'aventuriers considérés instables.
Elle apparait également dans le jeu vidéo Kono subarashii sekai ni shukufuku o!: Kibō no meikyū tsudoishi bōkensha-tachi - Plus.

### Arlésiennes
Le Roi-Démon (魔王, maō)
Le principal antagoniste de l'histoire, aspirant à détruire les Humains.
Il est mentionné en permanence (sans être jamais vu) dans les discussions. Une légende le décrit comme un jeune talentueux, mais isolé, qui aurait vaincu le précédent Roi-Démon et pris sa place.
Il a huit généraux pour le servir, devant tous être vaincus avant d'attaquer son château protégé par la magie.